# يوليوس وليامز
يوليوس ويليامز (من مواليد 19 يوليو 1986)، هو لاعب خط دفاع سابق في كرة القدم الأمريكية. لعب كرة القدم الجامعية في ولاية كونيتيكت.

## وصلات خارجية
- يوليوس وليامز على موقع مرجع كرة القدم المحترفة.كوم (الإنجليزية)